# Nogent
Nogent è un comune francese di 3 548 abitanti situato nel dipartimento dell'Alta Marna nella regione del Grand Est.
Costruita su un altopiano roccioso, a 400 m di altitudine, la città alta domina la valle del Traire, affluente della Marna.

## Società

### Popolazione nella storia dal 1968[3]
|                        | 1968(*) | 1975(*) | 1982  | 1990  | 1999  | 2010  | 2015  | 2021  |
| ---------------------- | ------- | ------- | ----- | ----- | ----- | ----- | ----- | ----- |
| Popolazione            | 5 142   | 5 265   | 5 318 | 4 754 | 4 343 | 3 985 | 3 865 | 3 548 |
| Densità media (ab/km²) | 94,1    | 96,4    | 97,3  | 87,0  | 79,5  | 72,9  | 70,7  | 64,9  |

### Popolazione per sesso ed età nel 2021
| Età                            | Uomini | %     | Mogli | %     |
| ------------------------------ | ------ | ----- | ----- | ----- |
| Insieme                        | 1 714  | 100,0 | 1 834 | 100,0 |
| Da 0 a 14 anni                 | 260    | 15,1  | 255   | 13,9  |
| Dai 15 ai 29 anni              | 272    | 15,9  | 214   | 11,7  |
| Da 30 a 44 anni                | 275    | 16,0  | 277   | 15,1  |
| Da 45 a 59 anni                | 343    | 20,0  | 341   | 18,6  |
| Da 60 a 74 anni                | 355    | 20,7  | 424   | 23,1  |
| Da 75 a 89 anni                | 179    | 10,4  | 243   | 13,2  |
| 90 anni o più                  | 31     | 1,8   | 79    | 4,3   |
|                                |        |       |       |       |
| Da 0 a 19 anni                 | 345    | 20,1  | 329   | 18,0  |
| Da 20 a 64 anni                | 929    | 54,2  | 886   | 48,3  |
| Età pari o superiore a 65 anni | 441    | 25,7  | 618   | 33,7  |

### Evoluzione demografica
Abitanti censiti